# Christoffer af Oldenburg
Grev Christoffer af Oldenburg (1504 – 1566) var barnebarn af Christian 1.s broder, Gerhard den modige.
Han blev opdraget med henblik på at blive præst og var domherre i Køln, men var også en middelalderlig landsknægttype.
Han gik i 1534 ind i Holsten, hvorefter han sluttede forbund med Lübeck om at genindsætte den fordrevne Christian 2.
Dette var starten på Grevens Fejde som er opkaldt efter grev Christoffer.

## Liv og gerning
Han var søn af grev Johan XIV af Oldenborg (søn af Christian I’s broder Gerhard) og Anna af Anhalt, og blev som yngre søn bestemt for den gejstlige stand, fik endnu som barn et præbende i Bremen og blev domherre i Køln. I året 1524 blev han sendt til landgrev Philip af Hessens hof. Med denne deltog han i flere tog og vandt sporerne i bondekrigen i Slaget ved Frankenhausen 1525. Ved landgrevens hof gjorde han bekendtskab med reformationen og reformatorerne, navnlig Melanchthon. Allerede tidlig havde han som tilkommende gejstlig fået en omhyggelig opdragelse. Han beskæftigede sig gerne med oldtidens forfattere og reformatorernes skrifter. Melanchthons "Loci communes" studerede han ivrig; Homer førte han med sig på sine krigstog; i det belejrede København tyede han til denne under ensformighedens kedsomhed. Men han havde også meget verdslige tilbøjeligheder; kvinder og sanselige nydelser var han en ven af. Krigens eventyr elskede han. Den humanistisk dannede eventyrer kunne, ophedet af vinen, vise stor råhed, som hans sammenkomst på Koldinghus med Christian III under Grevens Fejde bar spor af. "Han har en Alcibiades-Natur i sig", ytrede Melanchthon en gang om ham, der i hele sit liv nødig lod en lejlighed til eventyr og kamp gå sig forbi.
Faderen, grev Johan, var imidlertid død (1526). I årene 1528-31 træffer man grev Christoffer i Oldenborg. I begyndelsen synes han og hans 3 brødre at have hersket i forening; i alt fald virkede grev Christoffer i disse år ivrig for reformationen i Oldenborg. Til sidst ordnedes forholdet dog således, at en enkelt af brødrene, grev Anton, overtog regeringen alene; de andre affandtes på andre måder. Grev Christoffer fik som ihændehaver af gejstlige len kun Rastedt Kloster ved Oldenborg. Under disse forhold kom Grev Christoffer i nøje forbindelse med sit næstsøskendebarn Christian II, der i disse år oftere opholdt sig i Oldenborg, ivrig beskæftiget med at udsone brødrene indbyrdes og med deres nabofyrste, grev Enno af Friesland, – alt for at få de store landsknægthobe, der fandtes i disse egne, i sin tjeneste. På grund af disse forhold var grev Christoffer også oftere i Nederlandene hos kong Christian, der kort før sin afrejse til Norge underrettede grev Christoffer om, at toget nu var ved at afgå, og næppe var Christian II kommen til Sønderborg, før han forstod at sætte sig i forbindelse med grev Christoffer. Dette berettes af en samtidig oldenborgsk kronist og bestyrkes i høj grad ved, at kongen gennem dværgen forstod at sætte sig i forbindelse med folk i Bremen. Grev Christoffer var imidlertid trådt i nederlandsk tjeneste som hovedfører på den flåde, der i året 1533 sendtes til Østersøen mod Lybæk. Ved denne Lejlighed traadte han hemmelig i forbindelse med Jørgen Kock og senere med Jürgen Wullenwever; Christian II’s udlændighedsfæller vare mellemmænd; en af dem, Melchior (Colditz) de Germania, blev hans kansler. I maj 1534 viste han sig pludselig uden for Lybæk med 3-4.000 mand, sluttede forbund med Lybæk om Christian II’s befrielse og evangeliets fremme og indtraf, efter et kort indfald i Holsten i lybsk interesse, 21. juni på en lybsk flåde ved Dragør; den 22. skete landgangen ved Skovshoved.
Overfaldet var fuldstændig lykkedes. Som borgerens og bondens Beskytter optrådte Grev Christoffer i Christian II’s navn. Adelen søgte han at vinde ved klog hensynsfuldhed. Det lykkedes med den østdanske adel under den øjeblikkelige forvirring. Grev Christoffer hyldedes i Christian II’s navn og styrede landet som "gubernator" eller "tutor"; således betegnes han i det rigssegl, han lod indrette. Toget var ledet med raskhed og kraft. Hele det østlige Danmark med Fyn og en del af Jylland kom i grevens magt; men da senere lykken vendte sig, blev grevens stilling meget dårlig. Wullenwever tilbød for at få hjælp tronen til hertug Albrecht af Mecklenborg, med hvem Grev Christoffer meget mod sin vilje skulle dele magten. Folkebevægelsen voksede ham over Hovedet, og til sidst blev han en bold i demokratiets hånd. Da så også Lybæk svigtede, satte han sig i forbindelse med det nederlandske hof og Pfalzgrev Frederik. Da hjælpen udeblev, måtte det belejrede København overgive sig til Christian III 29. juli 1536. Greven fik lov til frit at drage tilbage til Tyskland mod aldrig mere at forulempe kongens riger og lande. Personlig måtte han ved overgivelsen høre hårde ord af kongen, fordi han havde blandet sig i det danske riges anliggender.
Han kom tilbage som en forgældet fyrste; til sidst fik han dog nogen erstatning for sine store omkostninger af den nederlandske regering. Han tumlede sig i de følgende år snart i nederlandsk, snart i landgreve Philips, snart i brandenborgsk eller pfalzisk tjeneste i alle de kampe, hvoraf Tyskland var hjemsøgt. I året 1539 lod han, den ivrige protestant, sig tildele absolution for de krigerske gerninger, han havde øvet i de senere år, til dels mod kirken. Dog blev han den evangeliske tro hengiven, som han indførte på sin besiddelse, Rastedt Kloster, og deltog i Den schmalkaldiske krig under kurfyrste Johan Frederik af Sachsen. I året 1558 trak han sig tilbage fra pfalzisk tjeneste med en pension af 5.000 daler. Han var nu senior ved domkapitlet i Bremen og tilbragte sine sidste år dels her, dels i Rastedt Kloster, ofte besøgt af fremragende krigsmænd eller videnskabsmænd eller studerende i sin store bogsamling. Han døde ugift 1566 efter at have testamenteret sin formue til kirker, skoler og faderløse, et interessant eksempel på en tysk kondottierefyrste i den humanistisk-evangeliske overgangstid, "maaske den mest uegennyttige af alle dem, der vare traadte i Skranken for Christian II".